# ヤングTOUCH
『ヤングTOUCH!』（ヤングタッチ）は、1982年10月4日から同年12月24日までテレビ東京で放送されていた情報バラエティ番組である。森永製菓の一社提供。放送時間は毎週月曜 - 金曜 17:00 - 17:30 （日本標準時）。
三越銀座スタジオ（旧：銀座テレサ）から週5日間毎日放送されていた若者向けの帯番組で、曜日ごとに「お笑い道人劇団」や「ニュー・ミュージック・インブローション」などの情報コーナーを設けていた。